# 422
| 422                |
| ------------------ |
| Dødsfald - Fødsler |
|                    |

| Gregoriansk kalender | 422 CDXXII              |
| Ab urbe condita      | 1175                    |
| Armensk kalender     | I/T                     |
| Kinesiske kalender   | 3118 – 3119 辛酉 – 壬戌 |
| Etiopisk kalender    | 414 – 415               |
| Jødisk kalender      | 4182 – 4183             |
| Hindukalendere       |                         |
| - Vikram Samvat      | 477 – 478               |
| - Shaka Samvat       | 344 – 345               |
| - Kali Yuga          | 3523 – 3524             |
| Iransk kalender      | 200 BP – 199 BP         |
| Islamisk kalender    | 206 BH – 205 BH         |

## Begivenheder

### Asien
- Det østromerske rige sluttede fred med Persien. Østromerne var pressede på to fronter, fordi hunnerne samtidigt hærgede på Balkan. Ved freden vendte man tilbage til grænserne før krigen, og kejser Theodosius 2. og den persiske kong Bahram 5. aftalte, at der skulle udpeges en ny konge i Armenien - tronen havde været ubesat - i form af Artashes 4.[1]
- I det sydkinesiske Liu Song rige døde kejser Wu og blev afløst af sin 16-årige søn, der besteg tronen som kejser Shao.

### Europa
- Årets romerske consuler var de to kejsere, i vest Honorius og i øst Theodosius 2.
- Siden 420 havde der været oprør i Spanien, hvor modkejseren Maximus dukkede op igen. I samme område forsøgte vandalerne at undertvinge sveberne, og det Vestromerske rige sendte en hær dertil for at nedkæmpe vandalerne og skaffe ro. På grund af stridigheder mellem generalerne Bonifacius og Castinus kom der ikke meget ud af det. Maximus blev dog fanget og efterfølgende henrettet i Ravenna i begyndelsen af 422.[2]
- Efter Bonifatius død blev Celestin 1. valgt til pave.

## Født
- "Casper" (man kender ikke hans rigtige navn), den senere hersker i maya-byen Palenque i perioden 435-487.
- Licinia Eudoxia, datter af Theodosius 2. og Aelia Eudocia (Athenais). Var vestromersk kejserinde 437-455 og døde i 462.

## Dødsfald
- 4. september – Bonifatius 1., pave 418-422.
- Wu Di, der var den første kejser af Liu Song dynastiet, født 363, regerede 420-422.